# Efecto cascada
El efecto cascada se refiere a un proceso que tiene lugar en forma escalonada, de un evento inicial a una conclusión aparentemente inevitable.
Las cascadas de intervenciones clínicas, iniciadas por signos y síntomas irrelevantes, por ejemplo en incidentalomas, o por decisiones erróneas generadas por guías y protocolos, agreden al paciente, prescinden de la iatrogenia implícita en todo acto médico y disminuyen la eficacia de la actividad profesional, al diluir el esfuerzo de los médicos sobre enfermos y enfermedades de muy distinta gravedad.

## Tipos
- Cascada diagnóstica: sucesión concatenada de pruebas o técnicas analíticas, radiológicas, endoscópicas, fisiológicas, biopsias, etc., para buscar una etiqueta diagnóstica.
- Cascada terapéutica: sucesión concatenada de tratamientos farmacológicos, quirúrgicos,  rehabilitadores, nutricionales, termales, radioterapéuticos, quimioterapéuticos, psicológicos, etc., para buscar una curación.

Se pueden llegar a combinar cascadas diagnósticas y terapéuticas.

## Características de las cascadas de intervenciones clínicas
- Se desencadenan por un factor concreto, regularmente con la ansiedad del paciente o del médico como sustrato.
- Generan una cadena de eventos tanto más imparables cuanto más avanzan.
- Tienen consecuencias previsibles e inevitables, habitualmente daños al paciente, orgánicos o psíquicos.
- Concierne a un paciente, pero puede expandirse a otras personas, sobre todo cuando se está investigando o tratando problemas de tipo hereditario o infeccioso, con repercusiones inmediatas en familiares y población cercana.

Cuando el médico decide actuar, bien porque sospecha que hay enfermedad, bien para tranquilizar al paciente (y para tranquilizarse a sí mismo) o cumplir con protocolos y guías diagnósticas, terapéuticas o preventivas, pone en marcha una cascada de intervenciones clínicas. Por supuesto, si la decisión es juiciosa, los perjuicios se compensarán con los beneficios y el resultado será positivo; en otro caso, el daño causado no tendrá compensación, y el resultado será negativo.
El poder diagnóstico y terapéutico del médico, su función de delegado de la sociedad para determinar la normalidad, implica una larga cascada de intervenciones médicas cuyo resultado puede ser más perjudicial que beneficioso.
Con respecto a la tecnología médica, el término se refiere a una cadena de acontecimientos iniciados por una prueba innecesaria, un resultado inesperado, o por la ansiedad del paciente o del médico, que origina pruebas poco aconsejables o tratamientos que pueden causar efectos adversos evitables y/o morbilidad.
También pueden contribuir a los efectos de cascada el exceso de capacidad, y los incentivos financieros perversos.

## Desencadenantes comunes
- No entender la posibilidad de resultados falsos positivos.
- Los errores en la interpretación de los datos.
- Sobrestimar los beneficios o subestimar los riesgos.
- La baja tolerancia a la incertidumbre o de la ambigüedad.
- El cumplimiento estricto de protocolos, algoritmos o guías diagnósticas y terapéuticas, fijándose en la enfermedad y no en el enfermo.[4]

## Prevención
- Una mejor educación de médicos y pacientes.
- La investigación sobre la historia natural de alteraciones diagnósticas leves.
- Lograr la capacidad óptima en los sistemas sanitarios.
- Ser consciente de que "más" no es lo mismo que "mejor". El paciente espera lo mejor, y lo "mejor" es a veces "nada" (explicar, tranquilizar, esperar y ver).[5]